# Koivistonkylä (Tampere)
Koivistonkylä est un quartier de Tampere en Finlande .

## Description
Koivistonkylä  est un quartier au sud de Tampere, bordant Nekala au nord, Taatala à l'ouest, Vihioja au sud et Veisu à l'est. 
Le surnom de Koivistonkylä est Koikkari, et de nombreux joueurs de hockey sur glace de Tampere en sont originaires, dont Raimo Helminen.